# Kecamatan Krayan Selatan
Kecamatan Krayan Selatan (indonesiska: Krayan Selatan) är ett distrikt i Indonesien.   Det ligger i provinsen Kalimantan Utara, i den norra delen av landet, 1 500 km nordost om huvudstaden Jakarta.